# Psammocinia jejuensis
Psammocinia jejuensis är en svampdjursart som beskrevs av Thomas Robertson Sim 1998. Psammocinia jejuensis ingår i släktet Psammocinia och familjen Irciniidae.
Artens utbredningsområde är havet utanför Sydkorea. Inga underarter finns listade i Catalogue of Life.